# Бартуха
Барту́ха (колишня назва — Барткова Рудня) — село в Україні, в Чуднівській міській територіальній громаді Житомирського району Житомирської області. Кількість населення становить 148 осіб (2001). У селі протікає річка Лісова.

## Населення
За Географічним словником Королівства Польського, на початку 20 століття в селі проживали 56 мешканців, дворів — 10.
Станом на 1906 рік в селі нараховувалося 8 дворів та 55 мешканців.
Кількість населення, станом на 1923 рік, становила 280 осіб, кількість дворів — 21. У 1924 році чисельність населення становила 241 особу, з перевагою польської національности, кількість домогосподарств — 72.
Відповідно до результатів перепису населення СРСР, кількість населення, станом на 12 січня 1989 року, становила 191 особу. Станом на 5 грудня 2001 року, відповідно до перепису населення України, кількість мешканців села становила 148 осіб.

## Історія
На початку 20 століття — село Чуднівської волості Житомирського повіту, за 44 версти від Житомира, входило до православної парафії в Дідківцях, за 2 версти.
У 1906 році — сільце Чуднівської волості (3-го стану) Житомирського повіту Волинської губернії. Відстань до губернського та повітового центру, м. Житомир, становила 43 версти, до волосного центру, містечка Чуднів — 14 верст. Найближче поштово-телеграфне відділення розташовувалося в Чуднові.
У березні 1921 року, в складі волості, включене до новоствореного Полонського повіту Волинської губернії. У 1923 році увійшло до складу новоствореної Станіславівської сільської ради, котра, від 7 березня 1923 року, включена до складу новоутвореного Чуднівського району Житомирської (згодом — Волинська) округи. Відстань до районного центру, міст. Чуднів, становила 12 верст, до центру сільської ради, с. Станіславівка — 2 версти. В складі сільської ради, 23 вересня 1925 року, передана до Романівського (згодом — Дзержинський) району.
Станом на 1 вересня 1946 року, в довіднику адміністративно-територіального устрою УРСР, показаний як хутір Станіславівської сільської ради Дзержинського району Житомирської області.
11 серпня 1954 року, внаслідок ліквідації Станіславівської сільської ради, увійшло до складу Старочуднівсько-Гутянської сільської ради Дзержинського району Житомирської області. 2 вересня 1954 року село відійшло до складу Карвинівської сільської ради Дзержинського (згодом — Романівський) району Житомирської області.
У 2020 році, відповідно до розпорядження Кабінету Міністрів України № 711-р від 12 червня 2020 року «Про визначення адміністративних центрів та затвердження територій територіальних громад Житомирської області», територію та населені пункти Карвинівської сільської ради Романівського району включено до складу Чуднівської міської територіальної громади Житомирського району Житомирської області.

## Пам'ятки
У селі збереглися залишки маєтку Миколи Фіркса (рос. — Николая Фиркса), а також каплиця, де покоїться син барона.